# Вобаш (Індіана)
Вобаш (англ. Wabash) — місто (англ. city) в США, в окрузі Вобаш штату Індіана. Населення — 10 440 осіб (2020).

## Географія
Вобаш розташований за координатами 40°48′9″ пн. ш. 85°49′57″ зх. д. / 40.80250° пн. ш. 85.83250° зх. д. (40.802509, -85.832537).  За даними Бюро перепису населення США в 2010 році місто мало площу 23,63 км², з яких 23,01 км² — суходіл та 0,62 км² — водойми. В 2017 році площа становила 25,57 км², з яких 24,96 км² — суходіл та 0,62 км² — водойми.

## Демографія
Згідно з переписом 2010 року, у місті мешкало 10 666 осіб у 4465 домогосподарствах у складі 2805 родин. Густота населення становила 451 особа/км².  Було 5068 помешкань (214/км²).
Расовий склад населення:
| - 96,3 % — білих - 1,0 % — корінних американців - 0,5 % — азіатів - 0,4 % — чорних або афроамериканців |

До двох чи більше рас належало 1,2 %. Частка іспаномовних становила 2,0 % від усіх жителів.
За віковим діапазоном населення розподілялося таким чином: 22,5 % — особи молодші 18 років, 58,7 % — особи у віці 18—64 років, 18,8 % — особи у віці 65 років та старші. Медіана віку мешканця становила 41,3 року. На 100 осіб жіночої статі у місті припадало 89,2 чоловіків;  на 100 жінок у віці від 18 років та старших — 85,4 чоловіків також старших 18 років.
Середній дохід на одне домашнє господарство  становив 52 158 доларів США (медіана — 39 532), а середній дохід на одну сім'ю — 61 892 долари (медіана — 48 848). Медіана доходів становила 38 688 доларів для чоловіків та 28 537 доларів для жінок. За межею бідності перебувало 18,3 % осіб, у тому числі 32,3 % дітей у віці до 18 років та 7,2 % осіб у віці 65 років та старших.
Цивільне працевлаштоване населення становило 4849 осіб. Основні галузі зайнятості: виробництво — 24,5 %, освіта, охорона здоров'я та соціальна допомога — 23,8 %, роздрібна торгівля — 11,9 %, мистецтво, розваги та відпочинок — 11,0 %.